# 拉姆薩赫河
47°40′03″N 11°13′42″E / 47.66742°N 11.22836°E

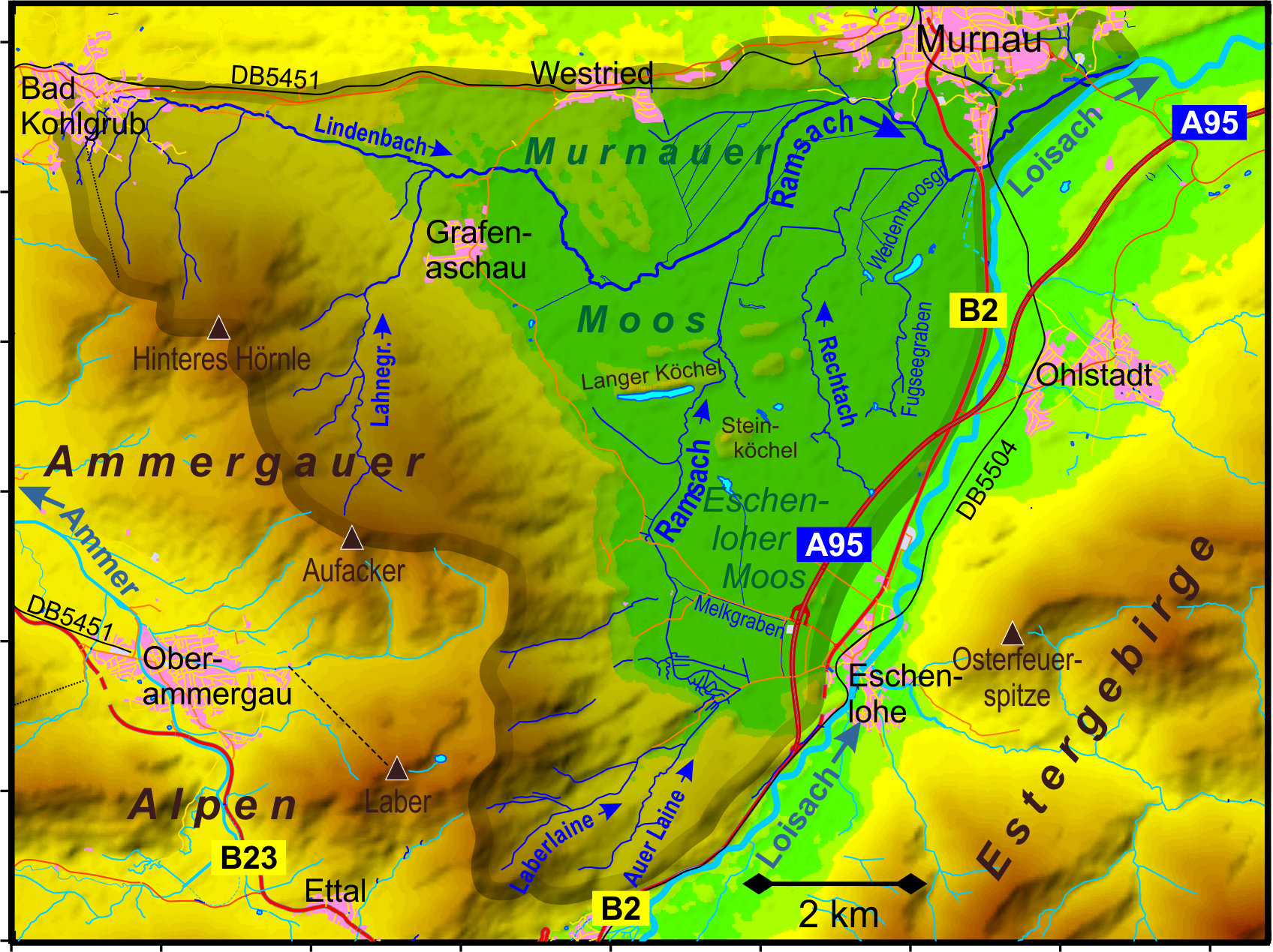

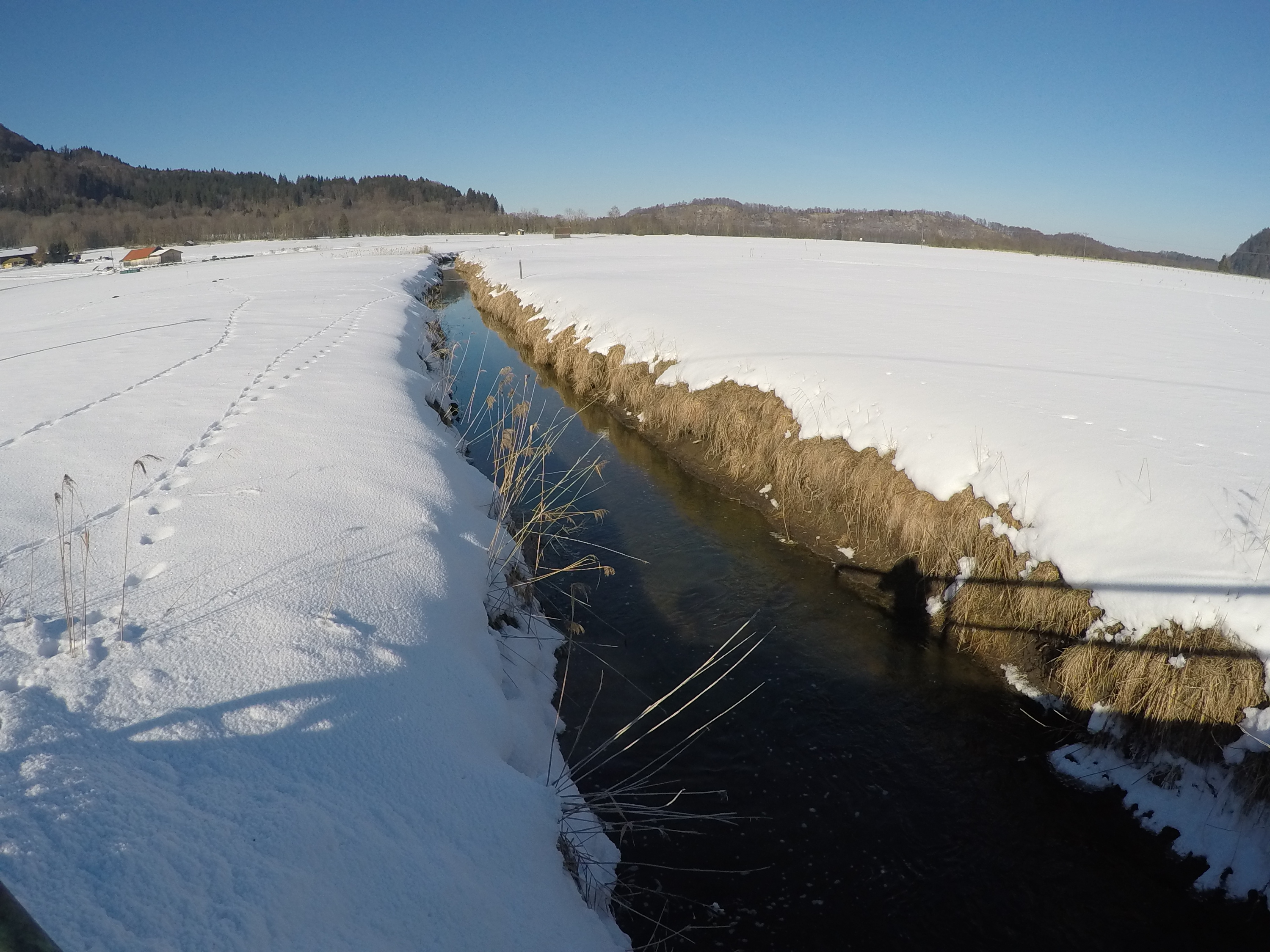

拉姆薩赫河（德語：Ramsach），是德國的河流，位於該國東南部，由巴伐利亞負責管轄，屬於洛伊薩赫河的左支流，河道全長18.6公里，流域面積90.3平方公里，發源自阿默高山脈，河口處在施塔弗爾湖畔穆爾瑙。